# Forêt de Rougeau
La forêt de Rougeau est une forêt de France située dans le sud de l'Île-de-France, à cheval sur les départements de l'Essonne et de la Seine-et-Marne.

## Géographie
Logée dans une boucle de la Seine au nord-ouest de Melun et au sud-est d'Évry-Courcouronnes, elle est entourée par la Seine à l'ouest et au sud et la ville nouvelle de Sénart au nord et à l'est. Formée en majorité de feuillus dont du chêne et de quelques formations de pin sylvestre, elle s'étend sur 10,66 km2. Elle est classée en ZNIEFF de type I pour une petite partie sur le coteau sud dominant la Seine et de type II pour le reste de la forêt.

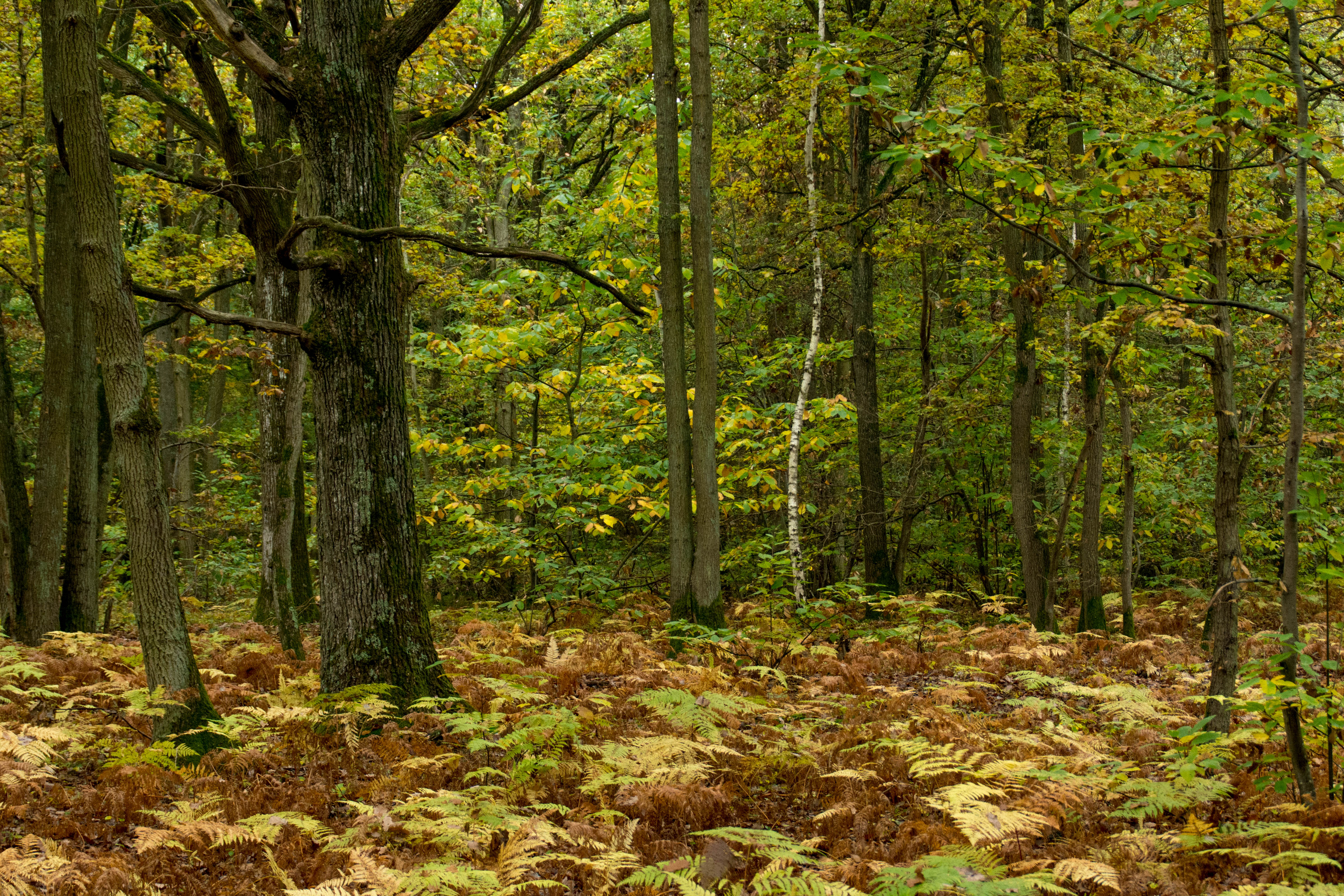
La forêt de Rougeau à Morsang-sur-Seine.

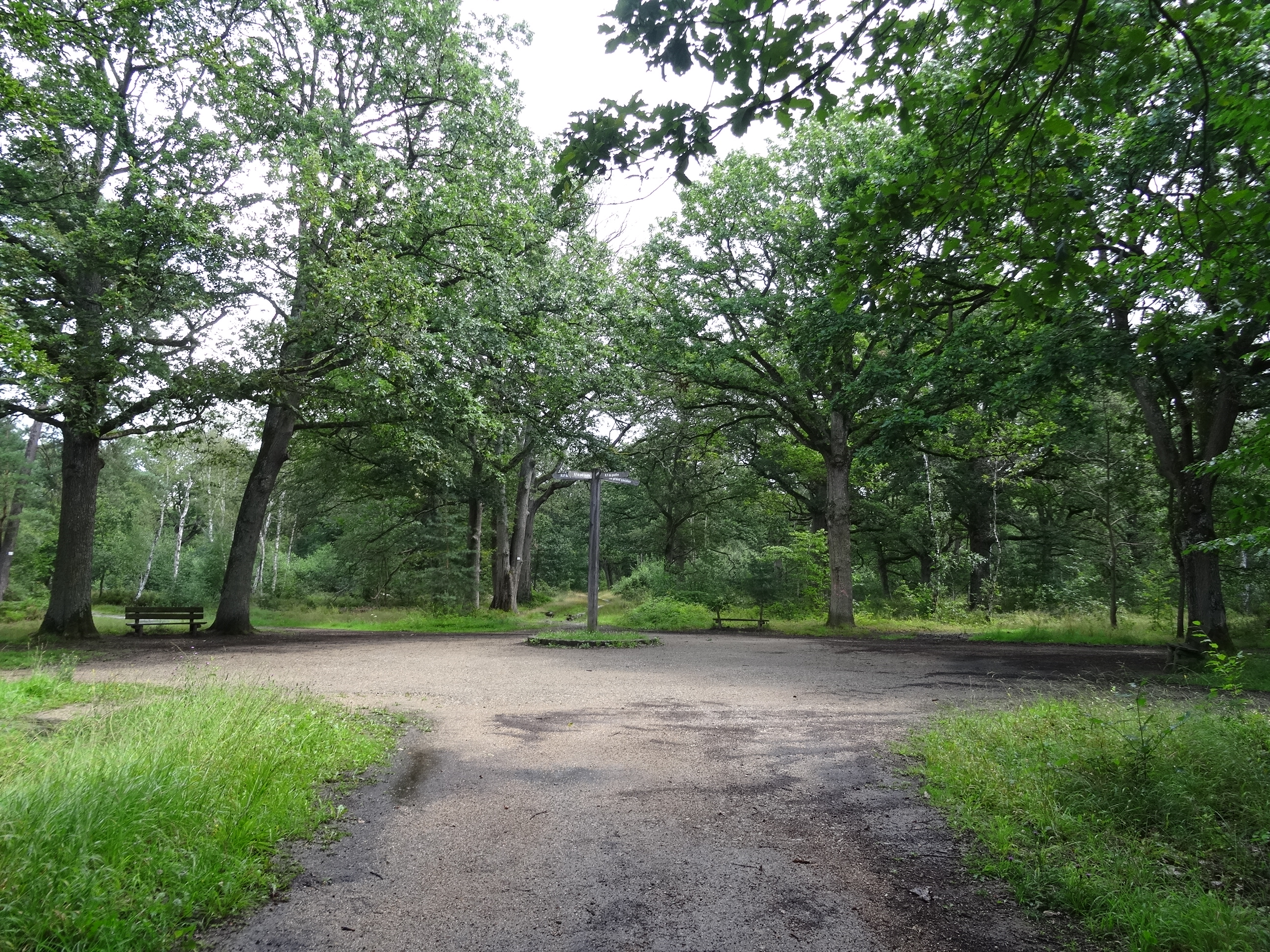
Carrefour dans la forêt de Rougeau.

Elle est traversée d'ouest en est par la route départementale 446 et le GR2 et parcourue de nombreux sentiers d'interprétation thématiques, un parcours de santé, le sentier de grande randonnée de pays du Sud Parisien, des pistes cavalières, etc. De nombreuses petites mares sont éparpillées dans la forêt, certaines étant reliées entre elles par un système de fossés drainants. Dans le centre de la forêt, un petit ruisseau empruntant le ravin du Gouffre disparait par une perte avant qu'il n'ai eu le temps de se jeter dans la Seine.

## Histoire
Ancienne propriété de la commanderie de Savigny-le-Temple, la forêt est aménagée au XVIIIe siècle en tant que domaine royal par Étienne-Michel Bouret.